# Lagunas de Basturs
Lagunas de Basturs (en catalán Estanys de Basturs) es un Lugar de Importancia Comunitaria situado en la provincia de Lérida, Comunidad Autónoma de Cataluña, España. Se trata de dos lagunas cercanas a los pueblos de Basturs y Sant Romà d'Abella, pertenecientes al término municipal de Isona y Conca Dellá, en la comarca Pallars Jussá. Han sido protegidas, primero, en 1992, por parte del Plan de Espacios de Interés Natural (PEIN) de la Generalidad de Cataluña y, después, por su inclusión en la red de espacios naturales protegidos Natura 2000.

## Situación
Están situadas a poco más de un kilómetros al sureste de Basturs, y son accesibles por pistas locales asfaltadas, tanto desde Basturs como desde la carretera de Sant Romà d'Abella. Desde este pueblo hay una pista sin asfaltar que enlaza los dos lugares. También se accede por una pista rural no asfaltada, pero en buen estado, desde Conques. 
Durante el año 1938 las lagunas de Basturs fueron escenario de uno de los episodios de más violencia en Cataluña de la Guerra Civil, llamado el frente del Pallars. Muy cerca de las lagunas todavía se encuentran restos de trincheras y nidos de ametralladoras, sobre todo en la vertiente septentrional del Monte de Conques.

## Biodiversidad
La función principal de los espacios naturales protegidos de Cataluña es conservar muestras representativas de la fauna, la flora y los hábitats propios del territorio, de forma que se puedan desarrollar los procesos ecológicos que dan lugar a la biodiversidad -la amplia variedad de ecosistemas y seres vivos: animales, plantas, sus hábitats y sus genes-.
Es una destacada zona húmeda de origen kárstico. Junto con los lagos de Bañoles, los de valle de San Miguel de Campmajor y de la Laguna de Montcortés -este último en la misma cuenca del río Noguera Pallaresa- son las cuatro zonas húmedas de origen cárstico más notables de Cataluña.Caracias
|  |  |

La zona húmeda Lagunas de Basturs ocupa una superficie de casi 37 ha. Actualmente consta de dos estanques bien constituidos: uno de forma casi circular, más grande, con la cubeta cónica, y otro más pequeño, situado en el noroeste del primero, totalmente rodeado por cultivos y en parte desecado debido a la apertura de una zanja de drenaje. Están alimentados por una fuente de agua subterránea, más o menos constante todo el año, que ha disuelto la roca caliza hasta formar las cubetas cónicas donde se encuentran los dos estanques. En la última década del siglo XX se formó un tercer estanque en un campo cercano, pero al poco tiempo desapareció.

## Vegetación
La vegetación que se forma a su alrededor, sobre todo la laguna grande, es muy interesante. Compuesta por cañaverales y prados, también hay abundante presencia de plantas acuáticas, alguna de las cuales son únicas en Cataluña, como dos especies de algas. Es muy importante la presencia bacteriana en los limos del fondo de las lagunas. Los chopos,completan la vegetación del lugar, y dan pie a una importante presencia de fauna, desde libélulas a ranas, algunas variedades de aves y murciélagos. 
Se trata de un ecosistema muy frágil, expuesto a constantes alteraciones y cambios, tanto por ser geológicamente activo como por la proximidad de los usos agrícolas y ganaderos en su entorno inmediato.

## Geología
Los Estanys de Basturs forman parte del complejo de tobas del Mont de Conques, una formación geológica única en Europa consistente en un conjunto de domos de toba que forman una plataforma elevada ligeramente ovalada en forma de mesa. Los Estanys de Basturs, situados en la ladera norte de esta mesa, están relacionados hidrogeológicamente con las lagunas fósiles situadas en las partes más elevadas del Mont de Conques. Los domos de toba, formados por toba calcárea (popularmente conocida como tosca), se originaron gracias a surgencias de aguas subterráneas ricas en carbonato de calcio asociadas al acuífero confinado de la Conca Dellà. Las aguas de este acuífero afloraron a la superficie en las fuentes que alimentan los Estanys de Basturs. Estas aguas, altamente carbonatadas, al emerger a la superficie sufren una descompresión, lo que provoca la precipitación del carbonato de calcio en los márgenes de estas surgencias. La precipitación de carbonato de calcio durante los últimos 100.000 años ha dado lugar a los depósitos de toba calcárea o tosca que encontramos actualmente en los márgenes de ambas lagunas. El Estany Gran comenzó a formarse hace unos 100.000 años, mientras que las fuentes que alimentan el Estany Petit surgieron hace aproximadamente 20.000 años. La aparición de este último provocó una bajada del nivel freático del acuífero, causando la desactivación de las lagunas, en aquel momento aún activas, del Mont de Conques (Colector, Els Fornons), situadas a cotas más elevadas. La forma y disposición de los Estanys tal y como los conocemos hoy está fuertemente condicionada por la acción humana. La construcción de canales de drenaje en los márgenes de los estanques para aprovechar el agua en el riego de campos de cultivo situados a cotas más bajas provocó una disminución del nivel original del agua, dando lugar a las lagunas actuales.

## Flora
Los factores físico-químicos son los principales condicionantes de la distribución de las especies que habitan sus aguas. Cabe destacar la complejidad del sistema lagunar formado por una cubeta casi de forma cónica donde se puede apreciar una marcada zonificación de las biocenosis acuáticas. Entre los vegetales hidrófilos predominan las caracias y otras especies muy adaptadas a vivir en aguas con un alto grado de alcalinidad. Algunos elementos de estos estanques son únicos en Cataluña o sólo se vuelven a encontrar en algunos de los otros lagos cársticos. Algunas de las especies que se citaron hace años, como la Caral Nitellopsis oscura, no se han vuelto a encontrar los últimos años, y es muy posible que se haya producido un empobrecimiento grave de la biodiversidad del espacio, debido a la sobreexplotación del acuífero y los cambios repentinos de nivel de las aguas. 
De la vegetación helofítica, menos singular, cabe destacar la dominancia de Cladium mariscus, Phragmites australis y Scirpus holoschoenus, que forman un cinturón de vegetación bien extenso. Por la naturaleza kárstica de los estanques, hay que remarcar el interés extraordinario de los sistemas limnológicos bacterianos, los cuales han sido objeto de estudios específicos, centrándose especialmente en las bacterias verdes y rojas del azufre. Entre los poblamientos planctónicos algales destaca la presencia de Ceratium cornutum.
Las captaciones de aguas existentes muy cerca o dentro del mismo estanque grande, determinan que el nivel de las aguas esté muy por debajo de lo que sería natural y que presente además fluctuaciones importantes. El uso agrícola tradicional de toda la zona origina también otros impactos -quema de carrizal, quemas de márgenes con el consiguiente riesgo de incendio asociado, etc.-, además de haber determinado la apertura de zanjas y derivaciones de agua para uso agrícola, que han afectado sobre todo la laguna pequeña. Alrededor de la grande hay una plantación de chopos, muchos de los cuales en deficiente estado y que podrían estar contribuyendo a su desecación. Una posible contaminación de las aguas por herbicidas podría hacer peligrar la reducida población de Nitella tenuissima, únicamente citada en el estanque pequeño.
La flora existente en las lagunas de Basturs es muy interesante, ya que hay un par de especies endémicas, únicas en el mundo. Se trata de 120 especies de algas unicelulares en el estanque grande y 80 al pequeño, una de las cuales, (la Ceratium cornatum), solo se encuentra en las lagunas de Basturs, y una planta carnívora que vive sin raíces flotando en el agua (Utricularia vulgaris). Aparte, como en otras zonas húmedas, hay juncos y carrizos y vegetación helofítica que forma sistemas limnológicos.

## Fauna
Aunque algunos de estos animales solamente se han observado puntualmente, en las lagunas de Basturs han sido avistados buitres, urogallos, garzas reales, nutrias, ciervos, tejones, y garduñas.